# Keuchhusten
Keuchhusten (auch Pertussis, lateinisch für starker Husten; volkstümlich Stickhusten, früher auch Keichhusten und Tussis convulsiva) ist eine durch das Bakterium Bordetella pertussis, seltener durch Bordetella parapertussis, ausgelöste hochansteckende, durch typische Hustenanfälle charakterisierte Infektionskrankheit der Atemwege.
Die Infektion erfolgt dabei über Körperflüssigkeiten vor allem der Atemwege (Tröpfcheninfektion). Nach einem unspezifischen Anfangsstadium verläuft sie regelhaft über mehrere Wochen. Auf das Anfangsstadium mit erkältungsartigem Husten, das Stadium catarrhale genannt wird, folgen im Stadium convulsivum anfallsartig typische stakkatoartige Hustenattacken. Bei Säuglingen können sich die Hustenanfälle untypisch als Atemstillstände äußern und somit lebensbedrohlich verlaufen. Schließlich nehmen die Hustenattacken an Zahl und Schwere im Stadium decrementi allmählich ab. Eine ursächliche Therapie ist nur im Anfangsstadium möglich. Zur Prophylaxe existiert eine allgemein empfohlene wirksame Impfung.
Keuchhusten ist in Deutschland und in Österreich eine meldepflichtige Krankheit.

## Erreger

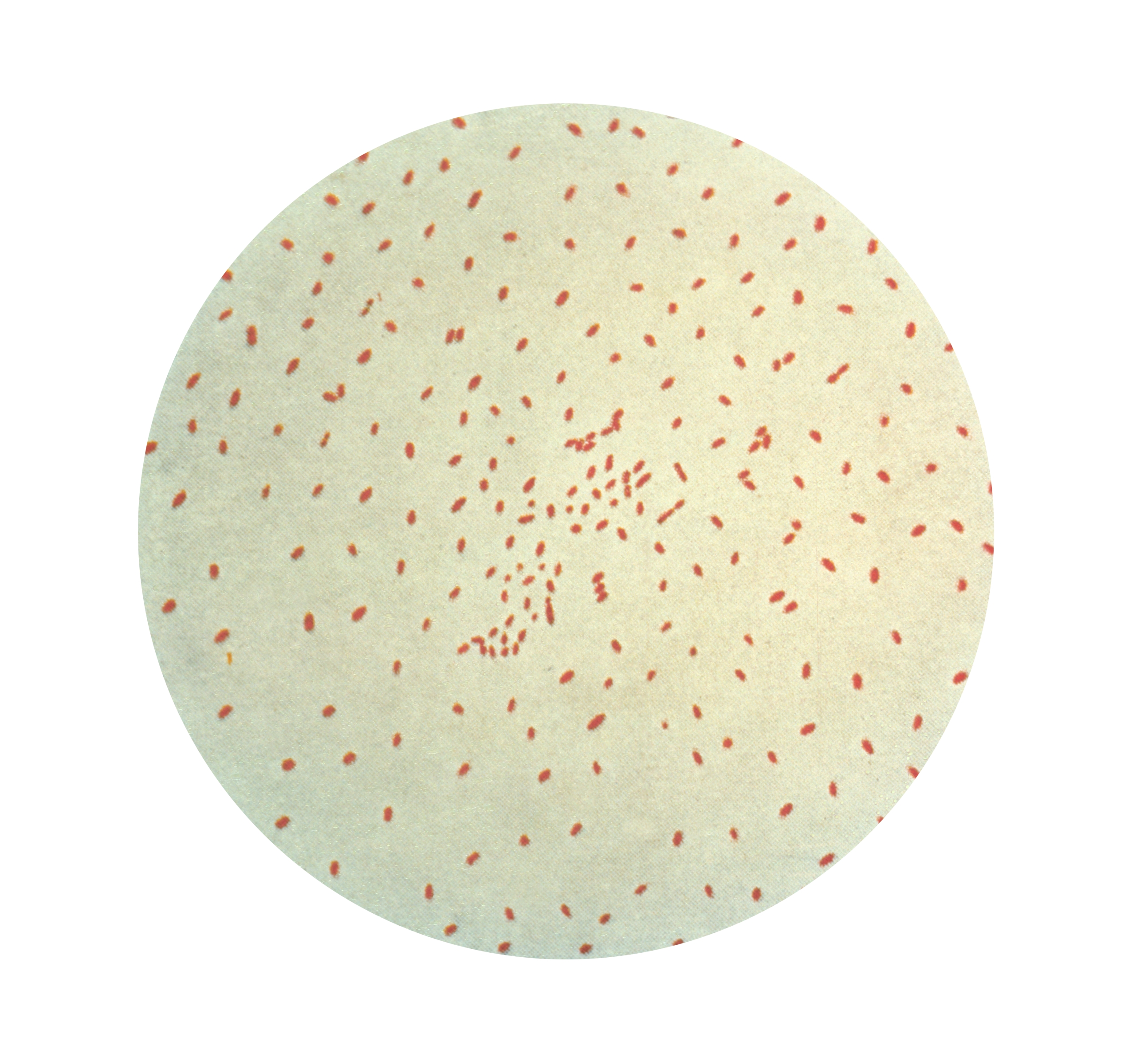
Bordetella pertussis im Lichtmikroskop (Gram-Färbung)

Bordetella pertussis, der Erreger des Keuchhustens, ist ein unbewegliches, aerobes, bekapseltes gramnegatives Stäbchenbakterium. Es produziert viele verschiedene Proteine, die teilweise als Toxine die Krankheitssymptome verursachen, teilweise dafür verantwortlich sind, dass die Erreger gut an den Schleimhäuten der Atemwege anhaften und sich dort vermehren können (Virulenzfaktoren). Eine Infektion mit Bordetella parapertussis führt nur in weniger als einem Fünftel der Fälle zum klinischen Bild des Keuchhustens. 40 % der Infektionen verlaufen stumm und weitere 40 % als einfache akute Bronchitis.

## Epidemiologie
Das einzige Erregerreservoir für Bordetella pertussis ist der Mensch. Eine Ausrottung des Erregers wird aufgrund der zeitlich begrenzten Immunität durch Impfung oder nach natürlicher Infektion nicht als realistisch angesehen.
Für Bordetella parapertussis gibt es auch bei Schafen ein Reservoir. Weltweit erkrankten 2003 etwa 17 Millionen Menschen an Keuchhusten, 90 % davon in Entwicklungsländern. Im selben Jahr waren etwa 280.000 Todesfälle durch Keuchhusten zu verzeichnen. Für die neuen Bundesländer Deutschlands zeigen Erhebungen, dass die Erkrankungszahlen steigen. Diese Aussage lässt sich nur für die neuen Bundesländer machen, weil nur dort eine Meldepflicht für Keuchhusten schon vor 2013 bestand. Die Daten werden mindestens seit 2002 erhoben. 2004 gab es in den neuen Bundesländern 12,3 Erkrankungen auf 100.000 Einwohner (Inzidenz); zehn Jahre zuvor waren es nur 3,4 Fälle auf 100.000 Einwohner. Im Jahr 2011 wurden nach Angaben des Robert Koch-Instituts knapp 4.200 Keuchhustenfälle in Ostdeutschland gemeldet (28 Fälle auf 100.000 Einwohner). Die früher geringere Zahl an Keuchhustenerkrankungen erklärt sich dadurch, dass in der DDR eine Impfpflicht bestand. Nach der Wiedervereinigung Deutschlands wurden Impfungen auch in den neuen Bundesländern zu freiwilligen Gesundheitsschutzmaßnahmen. In der Folge gingen die Impfquoten zurück. In Folge der COVID-19-Pandemie in Deutschland und der damit einhergehenden Hygienemaßnahmen lag die Zahl der in den Kalenderwochen 10 bis 32 registrierten Fälle im Jahr 2020 im Mittel rund 64 Prozent unter den Werten der Vorjahre. Seit 2023 steigen diese wieder an (größtenteils verursacht durch B. pertussis) und übertreffen die präpandemisch registrierten Werte signifikant; hierbei sind Säuglinge im Alter von unter einem Jahr mit 121,7 übermittelten Fällen pro 100.000 Einwohnern am stärksten betroffen.
Die Übertragung der Keuchhustenbakterien erfolgt durch eine Tröpfcheninfektion, wobei große Tröpfchen, die der Erkrankte aushustet, durch die Atemluft in den Körper der Kontaktperson gelangen. Die Bordetellen haben eine außerordentlich hohe Infektiosität. 80 bis 100 % der Personen, welche mit den Erregern in Kontakt kommen, erkranken. Die Inkubationszeit beträgt 7 bis 14 (bis 21) Tage. Die Ansteckungsfähigkeit beginnt gegen Ende der Inkubationszeit, ist während des Stadium catarrhale am höchsten und klingt im Stadium convulsivum allmählich ab. Weder die Impfung noch die durchgemachte Erkrankung garantieren eine lebenslange Immunität. Es ist daher möglich und durchaus auch häufig, mehrmals im Leben an Pertussis zu erkranken. In Ländern mit hoher Impfquote erkranken bevorzugt Jugendliche und Erwachsene. Diese spielen als Überträger der Erreger eine wichtige Rolle.

## Symptome

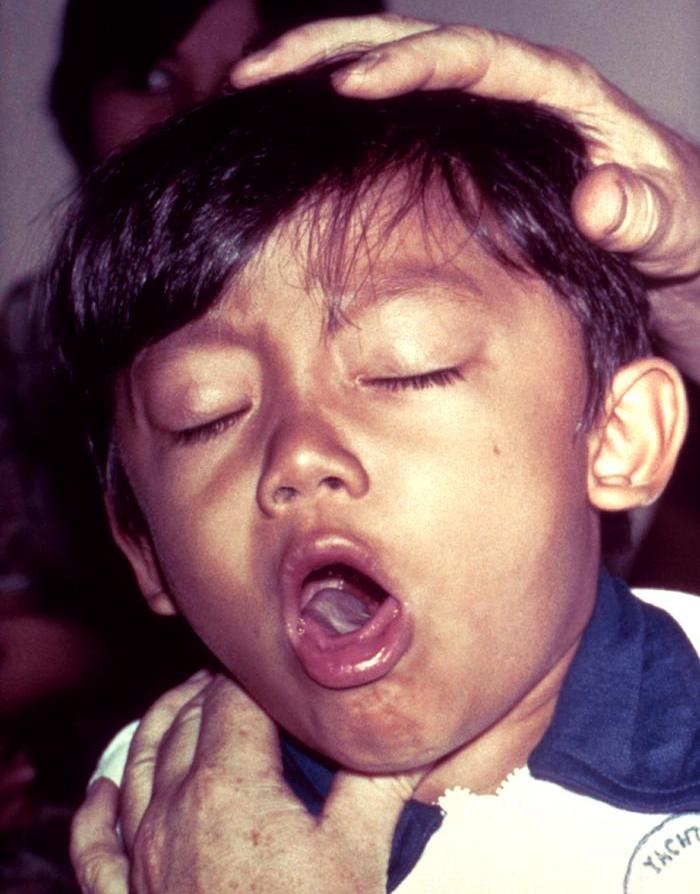
Junge mit typischem Keuchhustenanfall

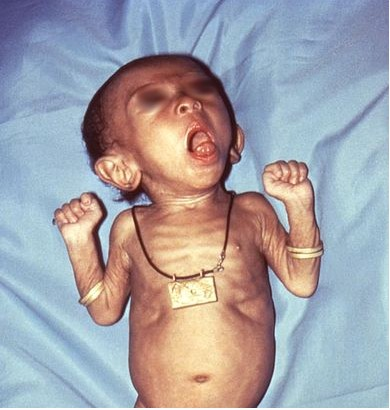
Weiblicher Säugling mit typischem Keuchhustenanfall, man beachte die vorgestreckte Zunge

Die Krankheit durchläuft klassischerweise drei Stadien: Stadium catarrhale, Stadium convulsivum und Stadium decrementi. Im Neugeborenen- und Säuglingsalter kommen jedoch genauso wie bei Jugendlichen und Erwachsenen auch untypische Verläufe vor.

### Stadium catarrhale (Prodromalstadium)
Nach einer Inkubationszeit von 7 bis 14 Tagen kommt es zu einer grippeähnlichen Symptomatik mit leichtem Fieber, Schnupfen und trockenem Reizhusten. Diese dauert etwa ein bis zwei Wochen. In diesem Stadium ist die Ansteckungsgefahr am größten.

### Stadium convulsivum
Erst im zweiten Stadium treten die typischen, plötzlich einsetzenden stakkatoartigen Hustenattacken mit herausgestreckter Zunge auf. Die Anfälle schließen bei der folgenden Einatmung mit einem Juchzen („Reprise“) ab. Während der Attacken wird häufig glasiger Schleim hochgewürgt, auch Erbrechen kommt vor. Die Hustenattacken können sehr zahlreich sein, häufen sich in der Nacht und können durch äußere Einflüsse wie beispielsweise körperliche Anstrengung ausgelöst werden. Das Stadium convulsivum dauert zwei bis sechs Wochen.

### Stadium decrementi
Im letzten Stadium nimmt zunächst die Zahl der Hustenattacken langsam ab, schließlich fallen sie auch weniger schwer aus. Diese Phase dauert noch einmal etwa drei bis sechs Wochen. Ohne antibiotische Therapie können es auch sechs bis zehn Wochen sein. Aufgrund der insgesamt sehr langen Krankheitsdauer wird der Keuchhusten teilweise auch „100-Tage-Husten“ genannt. Bei manchen Kindern hat man beobachtet, dass sie in diesem Stadium auch auf unbedeutende Reize mit Hustenanfällen reagieren („Keuchhusten-Tic“). Vereinzelt liegt die Ursache in einer durch den Keuchhusten aktivierten Tuberkulose.

### Atypische Verläufe
Bei Säuglingen unter sechs Monaten verläuft das Stadium convulsivum noch nicht mit den typischen Hustenanfällen. Vielmehr können sich die Attacken ausschließlich in Form von Atemstillständen (Apnoen) äußern. Auch bei Jugendlichen und Erwachsenen wird die Erkrankung klinisch oft nicht erkannt, weil sie außer einem trockenen Husten keine Symptome haben.

## Komplikationen
Die häufigsten Komplikationen sind Lungenentzündungen (15 bis 20 %) sowie Mittelohrentzündungen, die durch eine Sekundärinfektion mit Haemophilus influenzae oder Pneumokokken verursacht werden. Sekundärinfektionen lassen sich an einem Fieberanstieg und Anstieg von Entzündungszeichen im Blut erkennen. Auch Krampfanfälle sind mit etwa zwei bis vier Prozent eine nicht ungewöhnliche Komplikation. Bei immerhin 0,5 % der Erkrankten tritt eine Gehirnerkrankung (Enzephalopathie) ein, die oft dauerhafte Schäden nach sich zieht. Die genaue Ursache hierfür ist noch nicht geklärt. Durch das starke Husten können manchmal Einblutungen in die Bindehäute der Augen und Leisten- oder Nabelbrüche auftreten. Einer von 1000 Patienten stirbt an der Erkrankung, zumeist junge Säuglinge.

## Diagnose
Typisch ist der unproduktive Husten, der über drei Wochen andauern kann. Ein wichtiger Hinweis für die Diagnose sind ähnlich verlaufende Erkrankungen in der Umgebung des Patienten. Die Diagnose wird aufgrund des klinischen Verdachts oft erst im Stadium convulsivum gestellt.
Um die Diagnose zu bestätigen, können die Erreger aus dem Sekret nachgewiesen werden, das mittels Abstrich aus dem Nasen-Rachenraum gewonnen wird. Allerdings sind die Bordetella-Bakterien sehr empfindlich gegen Austrocknung und Kälte. Das kann die Empfindlichkeit (Sensitivität, Trefferquote) des Nachweises einschränken. Dafür liegt die Spezifität des Tests bei 100 %. Das bedeutet, dass diejenigen, die ein positives Testergebnis erhalten, auch wirklich infiziert sind, während umgekehrt nicht alle Infizierten zwangsläufig ein positives Testergebnis erhalten (Sensitivität). Die Anzüchtung von B. pertussis dauert mindestens drei, die von B. parapertussis zwei Tage. Eine schnellere Diagnose lässt sich durch den Nachweis von erregerspezifischer Erbsubstanz (DNA) mit Hilfe der Polymerase-Kettenreaktion (PCR) erreichen. Die PCR ist eine sehr empfindliche Nachweismethode. Sie kann schon bei sehr wenigen Keimen positiv sein und erfasst auch abgestorbene Bakterien, beispielsweise nach Beginn einer Behandlung mit einem Antibiotikum. Allerdings ist sie aufwändiger und teurer als die Erregeranzucht.
Spezifische Antikörper gegen B. pertussis tauchen frühestens mit Beginn des Stadium convulsivum im Serum auf. Daher ist eine Blutuntersuchung für die Frühdiagnose nicht geeignet. Beim Keuchhusten entstehen außerdem typische Veränderungen im Blutbild. Die Gesamtzahl der weißen Blutkörperchen erhöht sich (Leukozytose); besonders stark steigt der Anteil der Lymphozyten an (relative Lymphozytose). Diese Blutbildveränderungen treten bei etwa 20 bis 80 % der Patienten ebenfalls erst im Stadium convulsivum auf.

## Differentialdiagnose
Außer Keuchhusten können auch andere Erkrankungen mit langwierigem Husten einhergehen. Symptome wie im Stadium catarrhale können alle Erreger hervorrufen, die die oberen Luftwege infizieren, beispielsweise Rhinoviren und Parainfluenza-Viren. Auch RSV, Adenoviren, Moraxella catarrhalis, Mykoplasma pneumoniae und Chlamydia pneumoniae können ein keuchhustenähnliches Krankheitsbild verursachen. Bei Säuglingen kommt auch Chlamydia trachomatis als möglicher Erreger in Betracht. Bei Jugendlichen und Erwachsenen mit chronischem Husten, der den Verdacht auf Keuchhusten lenken kann, muss immer auch eine Reihe anderer infektiöser und nichtinfektiöser Differentialdiagnosen in Betracht gezogen werden. Dazu gehören unter anderem Tuberkulose, Bronchialasthma, chronisch-obstruktive Lungenerkrankung (COPD), Fremdkörper in den Atemwegen und Tumore.

## Keuchhusten bei Erwachsenen
Keuchhusten bei Erwachsenen geht oft mit Übelkeit, Würgereiz und Erbrechen einher. Die Patienten leiden unter Appetit- und Schlaflosigkeit. Fieber und andere Krankheitssymptome, wie sie bei Kindern häufig auftreten, fehlen bei erwachsenen Patienten jedoch meistens. Da bei Erwachsenen das für Kinder typische „Japsen nach Luft“ oft fehlt, halten viele Erwachsene das Problem nur für einen „normalen“ Husten im Rahmen einer Erkältung und begeben sich nicht in ärztliche Behandlung. Dies kann fatale Folgen haben, da sich die Bakterien dann im Körper weiter ausbreiten können und Komplikationen möglich sind. Außerdem ist die Ansteckungsgefahr groß, die von unerkannten Patienten ausgeht.

## Mechanismus der Pathogenese
Die schädliche Wirkung dieses Bakteriums wird im Wesentlichen durch das Pertussis-Exotoxin hervorgerufen. Das Toxin wird in einer inaktiven Form vom Bakterium abgegeben, bindet dann an einen Zellmembranrezeptor und wird via Endozytose in die körpereigene Zelle aufgenommen. Das Endosom wird per retrogradem Transport zunächst zum Golgi-Apparat und von dort zum Endoplasmatischen Retikulum transportiert. Während dieses Transports wird das Pertussis-Toxin – vermutlich durch GSH oder ATP – aktiviert. Nun katalysiert es die Ribosylierung des ADPs des Gi-Proteins und inaktiviert es dadurch. Durch diese Inaktivierung eines inhibitorischen Proteins kommt es zur dauerhaften Stimulation der Adenylatzyklase, die aus ATP den Second-Messenger cAMP katalysiert. Da z. B. die Ausschüttung des Insulins durch den adrenergen α2-Rezeptor verringert wird, kommt es infolge einer Pertussis-Infektion zu einer Hypoglykämie.

## Therapie
Da die typischen Hustenanfälle im Wesentlichen durch die von den Bakterien gebildeten Toxine verursacht werden, kann eine Behandlung mit einem Antibiotikum den Krankheitsverlauf nur dann verkürzen oder abmildern, wenn es schon im Stadium catarrhale (erste bis zweite Woche) oder wenigstens im frühen Stadium convulsivum (Hustenbeginn) verabreicht wird. Die Behandlung mit Azithromycin (für 2 bis 5 Tage) oder Clarithromycin (für 7 Tage) stellt den Therapiestandard dar (auch Erythromycin oder Cotrimoxazol können über 14 Tage eingenommen werden). Da die Ansteckungsfähigkeit noch bis zu 3 Wochen nach Beginn des Stadium convulsivum andauern kann, ist eine Antibiotikatherapie auch bis zu diesem Zeitpunkt noch sinnvoll, da eine antibiotische Therapie die Dauer der Ansteckungsfähigkeit auf etwa 5 Tage nach Beginn der Therapie verkürzt.
Sekundärinfektionen, zum Beispiel eine Lungenentzündung (Pertussis-Pneumonie), machen gegebenenfalls eine angemessene Behandlung mit anderen Antibiotika (im Falle der Lungenentzündung etwa die intravenöse Gabe von Cefotaxim oder Ceftriaxon über zwei Wochen) notwendig. Die Häufigkeit und die Schwere der Hustenattacken können möglicherweise durch die Anwendung von Steroiden oder Substanzen, die das sympathische Nervensystem stimulieren (Sympathomimetika), günstig beeinflusst werden. Jedoch sind Dosierung, Dauer und Art der Anwendung nicht zuverlässig geklärt. Wichtige Allgemeinmaßnahmen sind eine reizarme Umgebung, reichliche Flüssigkeitszufuhr und häufige kleine Mahlzeiten.
Amoxicillin- und Ampicillin-haltige Arzneimittel zur oralen Anwendung werden in den aktuellen Leitlinien nicht mehr zur Therapie des Keuchhustens empfohlen. Das Bundesinstitut für Arzneimittel und Medizinprodukte hat die betroffenen pharmazeutischen Unternehmen aufgefordert, die Anwendungsgebiete Keuchhusten/Pertussis in den Produktinformationen ihrer amoxicillin- und ampicillinhaltigen Arzneimittel zu streichen.

## Vorbeugung

### Impfungen
Der primären Prophylaxe dienen wirksame (Schutzrate 80 bis 90 %) und gut verträgliche Impfstoffe. Heute werden azelluläre Pertussisimpfstoffe (aP-Impfstoffe) verwendet, die besser verträglich sind als die früher gebräuchlichen Ganzkeimimpfstoffe (wP-Impfstoffe). Sie enthalten nicht mehr den ganzen Keim, sondern nur noch jene Bestandteile des Erregers, die eine Immunantwort im Körper des Geimpften hervorrufen. Seit Einführung der azellulären Impfstoffe hat die Zahl der Impfungen gegen Keuchhusten zwar zugenommen, ist aber immer noch nicht ausreichend. Ein Pertussis-Einzelimpfstoff steht aktuell nicht zur Verfügung, seitdem der letzte (PAC MÉRIEUX von Sanofi Aventis) 2005 vom Markt genommen wurde. Damit ist eine Impfung nur mit Kombinationsimpfstoffen möglich, beispielsweise mindestens als 3-fach-Impfung kombiniert gegen Keuchhusten, Tetanus und Diphtherie (DTP-Impfstoff) bis zur 6-fach-Impfung zusätzlich gegen Kinderlähmung, Hepatitis B und Haemophilus influenzae Typ b (hexavelenter Impfstoff).
Die Ständige Impfkommission (STIKO) am Robert Koch-Institut empfiehlt die dreimalige Impfung im ersten Lebensjahr, beginnend im 2. und 4. Lebensmonat. Die Grundimmunisierung wird mit einer dritten Impfung im 11. Monat abgeschlossen (sogenanntes 2+1-Impfschema). Für Frühgeborene (Geburt vor vollendeten 37. Schwangerschaftswoche) wird zusätzlich eine Impfung im 3. Lebensmonat empfohlen (3+1-Impfschema).
Außerdem sollen Kinder mit fünf bis sechs Jahren (vor Schuleintritt) sowie Jugendliche zwischen dem 9. und 17. Geburtstag routinemäßig eine Auffrischung gegen Keuchhusten erhalten. Wenn sie im Kindesalter noch nicht oder nicht ausreichend geimpft wurden, soll die Grundimmunisierung ebenfalls nachgeholt werden. Erwachsene sollten generell einmalig eine Impfung gegen Keuchhusten erhalten. Insbesondere seronegative Frauen mit Kinderwunsch sollten vor Schwangerschaftsbeginn geimpft werden. Besteht bereits eine Schwangerschaft, sollte sich die Mutter so bald wie möglich nach der Geburt impfen lassen. Seit März 2020 wird die Impfung unabhängig vom Abstand zu vorher verabreichten Pertussis-Impfungen zu Beginn des 3. Trimenon empfohlen, bei erhöhter Wahrscheinlichkeit für eine Frühgeburt bereits im 2. Trimenon. Diese Maßnahme vermag Säuglinge in den ersten zwei bis drei Lebensmonaten wirksam vor Keuchhusten zu schützen, da ein Nestschutz weder bei einer ein bis zwei Jahren zurückliegender Impfung, noch bei einer durchmachten Keuchhusteninfektion aufgebaut werden kann. Ebenfalls sollte der Impfstatus aller Haushaltsangehörigen wie Vater bzw. Partner, Geschwister, Großeltern etc. überprüft und ggf. aktualisiert werden.
Seit Herbst 2009 empfiehlt die STIKO für alle Erwachsenen, bei der nächsten fälligen Tetanus-/Diphtherie-Impfung (Td-Impfung) einmalig eine Kombinationsimpfung mit dem Impfstoff gegen Pertussis zu verabreichen. Eine Tdap-Kombinationsimpfung kann auch dann verabreicht werden, wenn eine vorangegangene Td-haltige Impfung weniger als fünf Jahre zurückliegt.
Als Impfreaktionen können schmerzhafte Schwellungen und Rötungen an der Einstichstelle sowie Temperaturerhöhung innerhalb von ein bis drei Tagen als normale Auseinandersetzung des Körpers mit dem Impfstoff auftreten. Grippeähnliche Symptome oder Magen-Darm-Beschwerden treten gelegentlich auf. Erwachsene haben gelegentlich nach der Impfung muskelkaterähnliche Beschwerden und eine Muskelschwellung. Überempfindlichkeitsreaktionen sind sehr selten zu beobachten. Andere Nebenwirkungen wie Krämpfe, die das eventuell auftretende Fieber begleiten können, sind selten und haben keine Folgen. Fiebersenkende Medikamente können bei Kindern, die zu Fieberreaktionen neigen, diese Nebenwirkung deutlich vermindern.
Eine passive Immunisierung mit Antikörpern gegen Keuchhusten-Bakterien zum Schutz von Menschen, die Kontakt zu Erkrankten hatten, hat sich als nicht wirksam erwiesen und ist nicht mehr im Handel. Die Impfung bietet keine Garantie auf eine völlige Immunität, man kann trotz Impfung an Keuchhusten erkranken, jedoch ist das Erkrankungsrisiko von Geimpften im Vergleich zu ungeimpften Personen stark verringert.
Bislang war man davon ausgegangen, dass der Schutz vor einer erneuten Erkrankung nach Impfung etwa zehn Jahre anhält. Dies führte auch zu entsprechenden Empfehlungen, dass sich z. B. Frauen im gebärfähigen Alter und enge Kontaktpersonen von Säuglingen nur dann gegen Keuchhusten impfen lassen sollten, wenn in den zehn Jahren zuvor keine Impfung stattgefunden hat. In neueren Studien haben sich aber Hinweise darauf ergeben, dass die Immunität nach Impfung nicht so lange anhält wie erwartet. Nach durchgemachter Infektion geht man von einem für vier bis 20 Jahre andauernden Schutz vor Wiedererkrankung aus, nach Impfung von einem vier bis zwölf Jahre andauernden Schutz.

### Chemoprophylaxe
Nach engem Kontakt von keuchhustenempfänglichen, gegen Keuchhusten nicht geimpften Personen (sowie bei Risikopatienten mit Herzfehlern, Patienten mit Atemwegserkrankungen und Mukosviszidose-Patienten sowie auch geimpften Personen, die Kontakt mit gefährdeten Personen haben) mit ansteckungsfähigen Keuchhustenpatienten ist eine antibiotische Behandlung dieser engen Kontaktpersonen in gleicher Weise (mit Clarithromycin über sieben Tage) wie bei Erkrankung zur Verhinderung des Ausbruchs der Erkrankung sinnvoll. Bei nur fraglichem oder flüchtigem Kontakt ist eine genaue Beobachtung ausreichend. Bei Auftreten von Hustensymptomen sollte dann unverzüglich eine Untersuchung auf Keuchhustenerreger und eine antibiotische Behandlung eingeleitet werden.

### Dauer der Ansteckungsfähigkeit, Isolierung
Patienten sind noch etwa fünf Tage nach Beginn einer antibiotischen Therapie ansteckungsfähig und sollten für diesen Zeitraum isoliert werden. Ohne entsprechende Behandlung bleibt die Ansteckungsfähigkeit bis zu drei Wochen nach Beginn des Stadium convulsivum bestehen. Deshalb dürfen solche Patienten frühestens drei Wochen nach Erkrankungsbeginn wieder Gemeinschaftseinrichtungen besuchen. Bevor sie dazu wieder zugelassen werden, kann gefordert werden, dass mithilfe eines Erregernachweises geprüft wird, ob die Erkrankten noch ansteckungsfähig sind.

## Geschichte
Erste Beschreibungen des Keuchhustens werden dem französischen Arzt Guillaume de Baillou zugeschrieben und datieren aus dem 16. Jahrhundert, aber es gibt für England ältere Zuschreibungen. Er grenzte die tussis quinta (lateinisch fünfter Husten) unter anderem vom Krupphusten ab. Ein Jahrhundert später beschäftigte sich unter anderen englischen Ärzten der berühmte Mediziner Thomas Sydenham unter der Bezeichnung Pertussis mit dem Keuchhusten. Erst im Rahmen von großen Epidemien im 18. Jahrhundert wurde der Keuchhusten als eigenständiges Krankheitsbild definiert. Eine verheerende Keuchhusten-Epidemie ereignete sich in Deutschland 1815/1816. Mit der Therapie befasste sich um 1818 der Würzburger Kliniker Johann Lukas Schönlein. Es folgte ein Jahrhundert der rein klinischen Beschreibungen, bis schließlich 1906 der belgische Bakteriologe Jules Bordet zusammen mit seinem Kollegen Octave Gengou den später nach ihm benannten Keuchhustenerreger isolieren konnte. Damit ebneten sie nicht zuletzt auch den Weg zu einer 1933 erstmals eingeführten Impfung.

## Meldepflicht
Keuchhusten ist in Deutschland eine namentlich meldepflichtige Krankheit nach § 6 Absatz 1 Nummer 1 des Infektionsschutzgesetzes (IfSG). Eine Meldepflicht besteht bei Verdacht, Erkrankung und Tod. Der Nachweis der Erreger Bordetella pertussis und Bordetella parapertussis ist nach § 7 Absatz 1 IfSG ebenfalls namentlich zu melden. Meldepflichtig sind im ersten Fall der feststellende Arzt usw., im zweiten Fall die Leitungen der Labore usw. (§ 8 IfSG).
In Österreich ist er eine anzeigepflichtige Krankheit gemäß § 1 Absatz 1 Nummer 2 Epidemiegesetz 1950. Meldepflichtig sind Erkrankungs- und Todesfälle. Zur Anzeige verpflichtet sind unter anderem Ärzte und Labore (§ 3 Epidemiegesetz 1950).